# X'マスには死化粧を!
『X'マスには死化粧を!』（クリスマスにはしげしょうを!）は、1989年にテレビ朝日系「土曜ワイド劇場」で放送されたテレビドラマ。主演は露口茂。

## キャスト
- 鷹森明生（東邦食品社員） - 露口茂
- 島村千枝（FUROMUデパート広報課） - 鈴木保奈美
- 平田美津代（ディレクター） - 友里千賀子
- 門田里美（ダンサー） - 春やすこ
- 酒井（美津代の婚約者） - 倉石功
- 岸那和（タクシー運転手） - ビートきよし
- 野中（東邦食品社員・鷹森の上司） - 清水章吾
- 伊沢由希子（圭介の妻） - 速水典子
- 伊沢圭介（東邦食品社員） - 佐藤仁哉
- 斉藤（カメラマン） - 新井康弘
- 刑事 - 松山照夫、出光元
- 佐々木（電飾係） - 及川ヒロオ
- 作業員 - 掛田誠、武川信介
- 司会者 - 浅見小四郎
- ウエイトレス - 青木愛
- 酒井の娘 - 浅川奈月
- 東邦食品社員 - 渡辺憲吉、安威宗治
- 永野真大、滝沢英行、岡崎浩一、今村真吾、黒岩暦聖、野口敏郎、小金沢篤子

## スタッフ
- 原作 - 野村正樹『光の国のアリス』
- 企画 - 春日千春
- 脚本 - 佐伯俊道
- 監督 - 山口和彦
- 音楽 - 大内義昭
- プロデューサー - 春日千春、八田榮一
- 制作 - 朝日放送テレビ、大映テレビ